# 多瑙河畔弗里丁根
多瑙河畔弗里丁根（德語：Fridingen an der Donau，發音：[ˈfʁɪdɪŋən ʔan deːɐ̯ ˈdoːnaʊ]），简称弗里丁根（Fridingen，[ˈfʁiːdɪŋən] ⓘ），是德国巴登-符腾堡州弗赖堡行政区图特林根县的城市，面积22.47平方千米，2023年12月31日人口为3,161人。